# Route 8 (Bolivie)
Pour les articles homonymes, voir Route 8.
La route 8 (en espagnol : Ruta 8) est une route non revêtue de 696 km en Bolivie. Au Nord du pays, elle traverse le département du Beni depuis Guayaramerín – près du río Mamoré qui marque la frontière avec le Brésil – jusqu'à l'intersection avec la route 3 à Yucumo.
Elle est ajoutée au réseau routier principal (espagnol : Red Vial Fundamental) par le décret suprême 25134 du 31 août 1998.

## Itinéraire
La route s'étend sur 696 kilomètres et traverse la partie ouest du département du Beni dans une orientation nord-sud. La route débute dans les basses terres boliviennes à la frontière avec le Brésil et s'étend à peu près parallèlement au Río Beni le long de la plaine de Moxos jusqu'à la limite orientale des contreforts boliviens.
Deux sections de la route 8 sont présentement pavées, soit celle à son extrémité nord entre Guayaramerín et Riberalta et celle à son extrémité sud entre Yucumo et Rurrenabaque. Les travaux d'asphaltage de la zone intermédiaire, soit 510 kilomètres, sont projetés, afin que l'ensemble de la route soit asphalté dans un proche avenir.

## Villes traversées

### Département du Beni
- km 0 : Guayaramerín
- km 86 : Riberalta
- km 499 : Santa Rosa de Yacuma
- km 571 : Reyes
- km 596 : Rurrenabaque
- km 696 : Yucumo